# Pityrogramma ebenea
Pityrogramma ebenea là một loài dương xỉ trong họ Pteridaceae. Loài này được L. Proctor mô tả khoa học đầu tiên năm 1965.